# Système U
Coopérative U è una società cooperativa francese attiva nella grande distribuzione organizzata.
Gestisce una rete di 1559 punti vendita (ipermercati, supermercati e superette) distribuiti su tutto il territorio della Francia (ivi compresi i dipartimenti e i territori d'oltremare).
Al 31 dicembre 2016 è il quinto gruppo di grande distribuzione in Francia (alle spalle di Carrefour, Auchan, Leclerc, Casino e Intermarché), con una quota di mercato pari al 10,4%.

## Storia

### Le origini
Nel 1894 un droghiere di Savenay, Auguste Juhel, lanciò la proposta di creare una federazione tra i commercianti dei Paesi della Loira, per costituire un fronte comune che potesse reggere alla crescente concorrenza dei grandi magazzini. Due esercenti risposero all'appello e cofondarono così la centrale d'acquisto Le Pain Quotidien.
Nel corso del primo anno di esistenza gli aderenti salirono a 9 e all'inizio del XX secolo erano cresciuti a 35. Nel 1920 la centrale raggruppava 300 esercenti.

### Union Commerciale, UNICO, Super U

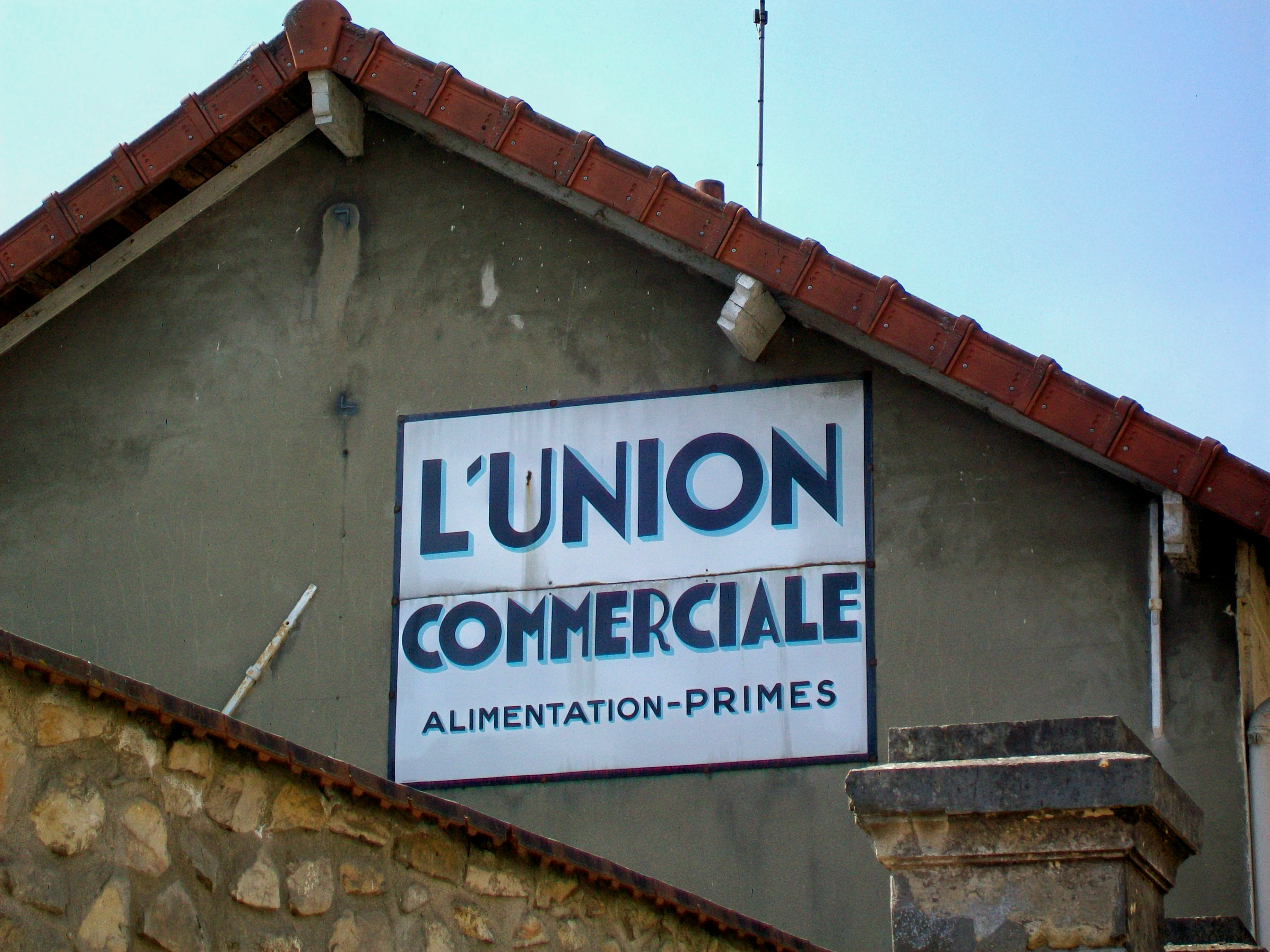
Vecchia insegna dell'Union Commerciale sul muro di un edificio a Plailly.

Nel febbraio 1922, 32 cooperative di dettaglianti (tra le quali vi era anche Le Pain Quotidien) cofondarono la Fédération française des sociétés d'achats en commun (FFSAC, letteralmente "Federazione francese delle centrali d'acquisto"). Nel 1924 una delle cooperative, l'Union alimentaire de l'Oise (nota anche come Union Commerciale) ideò e depositò il marchio UNICO, ideato quale acronimo di Union Commerciale su intuizione di uno dei soci, che era solito fumare dei sigari di fabbricazione belga marcati Unico.

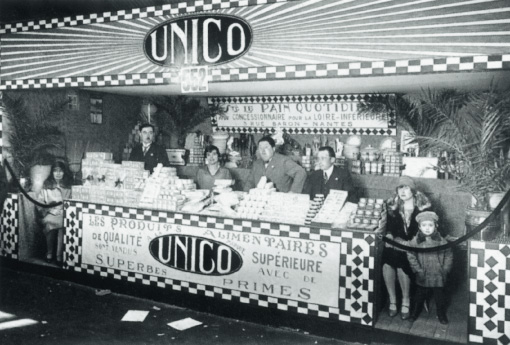
Uno dei primi negozi a marchio Unico

Nel 1928 la FFSAC iniziò ad adottare il marchio UNICO nella vendita di prodotti alimentari e detergenti. Nel frattempo, da centrale d'acquisto, la federazione andò via via trasformandosi in rete di grande distribuzione, iniziando ad "imporre" l'etichetta UNICO ai prodotti di tutti gli esercenti consociati.
Nel 1929 circa 30 000 negozi in tutta la Francia vendevano prodotti a marchio UNICO e venne introdotto un sistema di buoni acquisto scambiabili con prodotti in vendita nei negozi consociati.
Nel 1950 vendevano articoli a marchio UNICO 130 società cooperative e circa 10 000 esercenti..
Nel 1958, a seguito della fuoriuscita dalla federazione di alcuni soci, la federazione (che raggruppava ora 20 società cooperative) assunse il nome di Union des commerçants détaillants indépendants (Groupe UNICO).
Nel 1962 UNICO riuniva 70 società cooperative e circa 6 000 esercenti, che in questo periodo furono sollecitati ad adottare l'insegna UNICO per i propri negozi.
Nel 1967 i soci UNICO erano aumentati a 110 società cooperative, che furono fatte oggetto di un processo di concentrazione e fusione: nel 1969 le società si erano ridotte a 75. Nel medesimo periodo iniziarono ad apparire i primi supermercati ed ipermercati a marchio UNICO
Nel marzo 1972 il consiglio di amministrazione fu rinnovato e venne portato avanti il processo di accorpamento dei membri: nel mese di aprile successivo le società consorziate erano calate a 47, mentre il numero degli esercenti era passato dai 10 000 del 1967 a meno di 6 000 nel 1972.
Nel 1973 sotto la gestione di Jean-Claude Jaunait, in precedenza referente dei consociati nell'ovest della Francia, si accelerò il processo di accentramento.
Nel 1975 fu creato il marchio Super U, destinato ad essere adottato per i nuovi supermercati aperti dal consorzio. Il primo punto vendita con tale denominazione vide la luce a Maizières-lès-Metz.

### Système U
Nel 1983 il gruppo cambiò denominazione in Système U, scegliendo di tenere come logo una semplice U rossa. Contemporaneamente venne istituito il marchio Avenue, destinato agli ipermercati con superficie superiore ai 2500 m². Nel 1988 Avenue mutò nome in Hyper U.

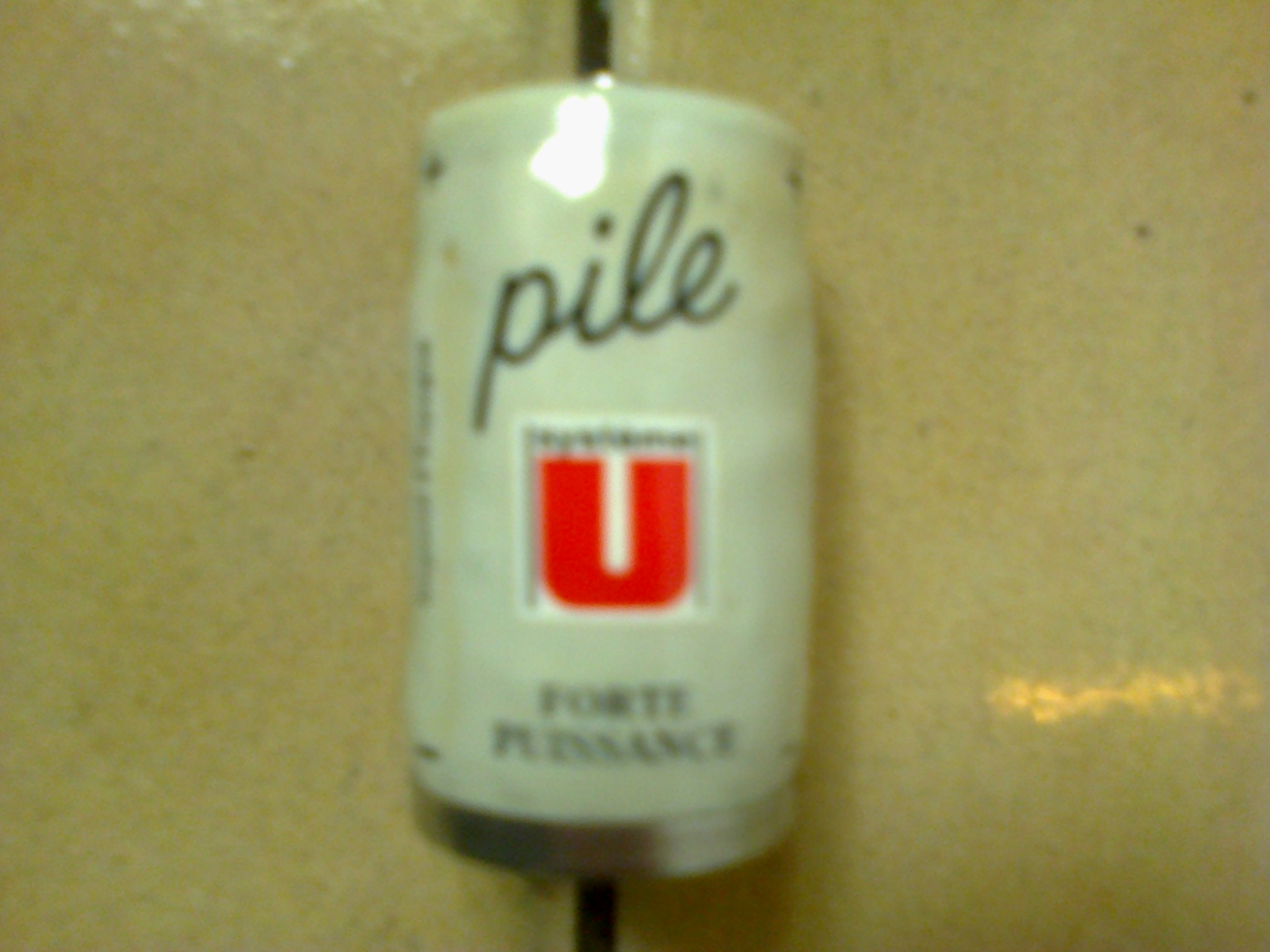
Pila a marchio U

A partire dal 1991 le insegne Marché U (dedicata ai negozi con superficie superiore ai 400 m²) e Super U (per i supermercati) iniziarono a sostituire il marchio UNICO. Parallelamente Système U si riorganizzò con cinque centri di coordinamento regionali, controllati da una centrale nazionale.
Nel febbraio 1991 71 negozi adottavano il marchio Marché U e 344 mantenevano l'insegna UNICO. Entro il mese di dicembre i Marché U erano saliti a 150, mentre gli UNICO erano calati a 250.
Nel 1994 i centri di coordinamento regionale del gruppo furono ridotti a quattro: Ouest, Nord-Ouest, Est e Sud.
Tra il 1995 e il 1997 il marchio UNICO (ormai usato solo nelle superette e nei negozi di vicinato con superficie inferiore ai 400 m²) scomparve del tutto, sostituito dall'insegna Utile.
Nel 1997 viene lanciato il programma di fidelizzazione a punti Carte U: ogni 20 franchi veniva riconosciuto un punto (in giornate speciali anche due o tre). I punti accumulati potevano poi essere convertiti in premi o sconti.
Nel 1998 Système U strinse un accordo con il gruppo E.Leclerc, che portò alla formazione della centrale d'acquisto LUCIE (L’Union des coopérateurs indépendants européens). Tale accordò causò proteste e disaccordo all'interno dei due contraenti, che nel 2006 decisero di limitare la missione del LUCIE a un semplice partenariato economico in determinati settori.
Nel 2000 Système U fatturò un giro d'affari pari a 10,53 miliardi di euro, in crescita del 13,75% in rapporto all'anno precedente.
Nel 2006 venne creato il servizio di autonoleggio location U (poi rinominato U location), dapprima dedicato ai soli veicoli commerciali, poi anche alle autovetture. Nello stesso anno Système U fu condannato dal tribunale del commercio di Créteil al pagamento di una multa di 76,8 milioni di euro per pratiche commerciali scorrette.
Nel 2008 viene creata l'insegna U express e viene lanciato l'operatore virtuale di rete mobile U mobile.
Nel 2009 Système U attua un rebranding del proprio logo e dei marchi U Express e Utile. Nel frattempo l'insegna Marché U viene rimpiazzata da Super U o U Express.
Nel 2010 Système U acquisisce i negozi di vicinato della cooperativa Le Mistral (240 punti vendita a marchio Coccinelle e Cocci Market) e i supermercati e gli ipermercati di Coop Normandie-Picardie; nel 2012 acquisisce i punti vendita di Coop Atlantique.
Nel maggio 2011 Système U acquisisce la società di direct marketing Telemarket, ribattezzandola U-Telemarket; il 26 giugno 2013, tuttavia, U-Telemarket chiude l'attività.
Al 31 dicembre 2012 Système U gestisce più di 1500 punti vendita in tutta la Francia, con una quota di mercato pari al 10%.
L'11 settembre 2014 Système U e Auchan annunciano la stipula di un accordo per contrattare congiuntamente l'acquisto di alcuni prodotti. Nel febbraio 2015 i due gruppi trattano un'estensione dell'accordo, che porterebbe gli ipermercati Hyper U ad assumere il marchio Auchan e i supermercati Simply Market ad essere rinominati Super U.

### Logo

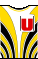
Logo di Système U dal 1990 al 2009
Logo dal 2009 al 2018

## Organizzazione
La direzione di Système U ha sede a Rungis e coordina quattro centri direzionali regionali: la centrale Ouest ha sede a Carquefou, la Nord-Ouest a Caen, la Est a Mulhouse e Rumilly, la Sud a Vendargues.

### Direttori
- Jean-Claude Jaunait (1973-2005)
- Serge Papin (2005-)

### Strutture
Système U, data la sua natura cooperativa, basa fortemente le sue attività sul coinvolgimento diretto dei propri associati nei processi decisionali. Per favorire l'espansione della rete distributiva sono stati creati gli Expan U, delle strutture gestite localmente che sostengono l'iniziativa imprenditoriale, elargiscono finanziamenti e contribuiscono all'apertura di nuovi punti vendita a marchio U. Vi sono poi i Groupes d'Échanges et de Propositions (GEP - "Gruppi di scambio e di proposte") che riuniscono gli associati alle cooperative di un dato territorio allo scopo di costituire un think tank di nuove proposte a beneficio dell'intero consorzio. Per formare il personale nel 1991 è stato creato l'istituto Force U, avente sede a Carquefou, Saint-Brès e Mulhouse. La struttura U emploi si occupa di gestire le offerte di posti di lavoro. Da ultimo vi è la struttura Export U, incaricata di approvvigionare i negozi siti nei dipartimenti e territori d'oltremare e di pianificare strategie di espansione all'estero.

## I punti vendita

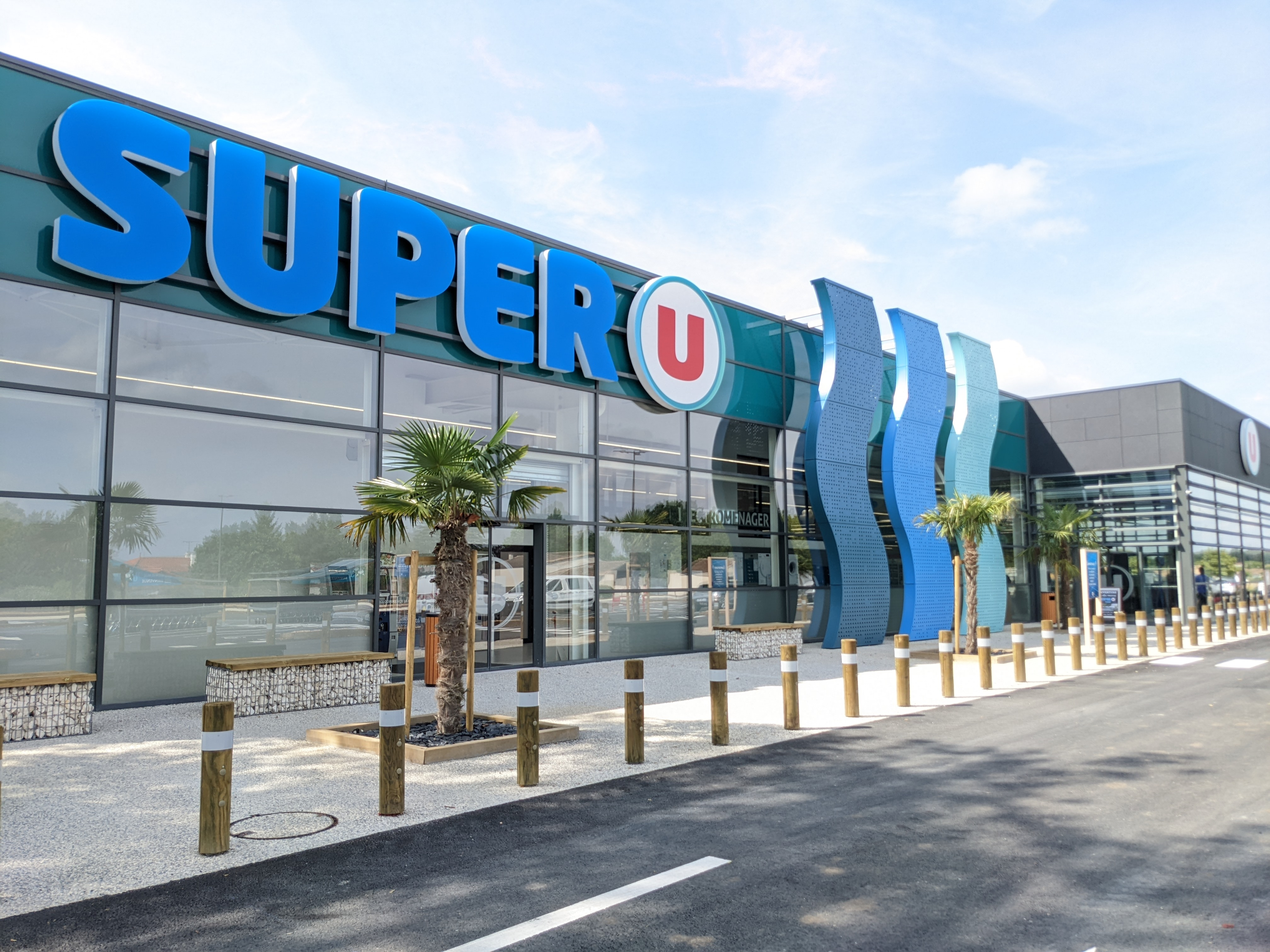
Supermercato Super U a Cozes.

Système U al 2015 gestisce 1559 punti vendita su tutto il territorio nazionale francese, suddivisi in cinque categorie con altrettante denominazioni:
- Hyper U (ipermercati)
- Super U (supermercati)
- Marché U (superette): tale insegna è in via di dismissione in favore delle due seguenti[17].
- U express (superette cittadine)
- Utile (superette rurali)

| Anno / Numero di punti vendita | Hyper U (≈5 280 m²) | Super U (≈2 188 m²) | Marché U (≈710 m²) | U express(≈602 m²) | Utile (≈208 m²) |
| ------------------------------ | ------------------- | ------------------- | ------------------ | ------------------ | --------------- |
| 2010                           | 59                  | 735                 | 95                 | 150                | 368             |
| 2012                           | 70                  | 771                 | 26                 | 268                | 369             |
| 2015                           | 71                  | 773                 | 11                 | 294                | 410             |

## Altri servizi

### U location
U location (istituito nel 2006 come location U) è un servizio di autonoleggio, il primo in Francia ad essere gestito da un gruppo della grande distribuzione organizzata.

### U mobile
Operatore virtuale di rete mobile appoggiato a Orange, U mobile propone offerte prepagate per la telefonia mobile. Il servizio opera in sinergia col programma di fidelizzazione Carte U, i cui punti possono essere convertiti in credito telefonico.

### CoursesU.com/U-drive
Servizio di e-commerce che consente di fare la spesa tramite internet, scegliendo poi se ritirarla di persona al punto vendita o farla recapitare a domicilio.

### U-Telemarket
Telemarket fu un servizio di direct marketing creato nel 1983 e operativo nella sola Île-de-France. Acquistato nel 2011 da Système U (che lo ribattezzò U-Telemarket), cessò l'attività il 26 giugno 2013.